# Hollyworld
Hollyworld è il quinto album di Laurent Wolf, pubblicato nel 2006.

## Tracce
1. Another Brick
2. It's Too Late
3. Hollyworld
4. I Don't Know
5. Yume
6. Quiet Time
7. Come On
8. High Up
9. My Heart
10. War
11. The Crow
12. Jungle